# Mura-Drava-Donava
Mura-Drava-Donava (UNESCO-va oznaka: Bačko Podunavlje, srbsko cirilsko Бачко Подунавље) je čezmejno biosferno območje ob rekah Dravi, Muri in Donavi. Rezervat obsega 631.460,71 hektarjev (1.560.373,4 arov), 395.860,71 ha (978.193,1 arov) na Hrvaškem in 235.600 ha (582.000 arov) na Madžarskem.
Protipoplavni jezovi na rekah ločijo rezervat na poplavno območje in protipoplavno stran.
Je eno najbolje ohranjenih mokrišč v porečju reke Donave. Leta 2009 je bil med Hrvaško in Madžarsko dosežen predhodni bilateralni dogovor o oblikovanju skupnega naravnega rezervata v regiji Drava-Donava. Marca 2011 so se ustrezna ekološka ministrstva iz petih držav (Avstrija, Slovenija, Hrvaška, Madžarska, Srbija) dogovorila o ustanovitvi čezmejnega biosfernega območja Mura-Drava-Donava, ki bi obsegalo več kot 700 kvadratnih kilometrov osrednjega območja (že zaščitena območja), 2300 kvadratnih kilometrov varovalnih pasov in 7000 kvadratnih kilometrov prehodnih območij. Vključevala naj bi že zavarovana območja: Kopački rit, Veliki Pažut, Mura-Drava (na Hrvaškem), Narodni park Donava-Drava (na Madžarskem), Gornje Podunavlje, Karađorđevo, Tikvara (v Srbiji) in več zavarovanih območij Natura 2000 v Avstriji, Sloveniji in na Madžarskem. S skupno 10.000 kvadratnimi kilometri bi bila med največjimi zavarovanimi kopenskimi območji v Evropi, zato so jo poimenovali evropska Amazonka - Mura-Drava-Donava. 
Junija 2016 je UNESCO uradno določil rezervat, septembra 2016 pa je pet ministrov odprlo rezervat in se dogovorilo o prihodnjem sodelovanju in skupnem upravljanju. To upravljanje bo vključevalo upravljanje rečnih ekosistemov na trajnosten način, obnovo in zaščito naravnih mokrišč in biotske raznovrstnosti, skrb za pitno vodo, spodbujanje gospodarskega razvoja: ekološka pridelava, turizem in varovanje raznolike kulturne dediščine v vsaki od držav.

## Unescov rezervat biosfere
Rezervat je bil 14. junija 2017 uradno razglašen za Unescov biosferni rezervat pod nazivom »Bačko Podunavlje«. Podunavlje je drugi Unescov biosferni rezervat v Srbiji po Goliji-Studenici, imenovani leta 2001.

## Oevropski Amazonki
Mura, Drava in Donava so čezmejne reke in tečejo skozi več različnih držav ter povezujejo Alpe in Črno morje. Prinašajo življenje, prenašajo hranila, zagotavljajo pitno vodo, omogočajo kmetijstvo in ribištvo ter so dobra podlaga za razvoj trajnostnega turizma v sožitju z ohranjeno naravo. Reke povezujejo tudi ljudi, ki živijo ob njih, ne glede na meje.
Reke Mura, Drava in Donava, ki tečejo skozi Avstrijo, Slovenijo, Madžarsko, Hrvaško in Srbijo, tvorijo ekološko najbolj pomembna porečja v Evropi, tako imenovano »evropsko Amazonko«. Njihovi tokovi obsegajo 700 km dolg zeleni pas, ki povezuje več kot 800.000 hektarjev dragocenih naravnih in kulturnih območij ter tvori eno najlepših in najbolje ohranjenih rečnih poplavnih ravnic v Evropi. To območje je bogastvo biotske raznovrstnosti, obdano z bogato kulturno dediščino in je dom številnim zaščitenim vrstam, vključno z orlom belorepcem in črno štorkljo, vidrami ter številnimi vrstami rib, ptic in rastlin. Medsebojna povezanost rečnih ekosistemov je še posebej pomembna za vse vrste rastlin in živali, ki naseljujejo »Evropsko Amazonko«. Tako je nastal prvi čezmejni Unescov biosferni rezervat v petih državah in simbol enotnosti med njimi. Meje rezervata obsegajo 13 zavarovanih območij, ki predstavljajo središča biološke pestrosti srednje in južne Evrope. Za priznanje in zaščito tega območja kot biosfernega rezervata sta si sredi 1990-ih prvi prizadevali mednarodni organizaciji Euronatur in Svetovni sklad za naravo (WWF). Od leta 1993 so si nevladne organizacije skupaj z oblastmi na lokalni, regionalni in nacionalni ravni v teh državah skupaj prizadevale za zaščito tega edinstvenega območja. Leta 2012 je UNESCO čezmejno biosferno območje Mura-Drava-Donava na Hrvaškem, leta 2009 pa na Madžarskem razglasil za svetovno naravno dediščino. Biosferno območje na državni ravni v Srbiji, Posebni naravni rezervat Zgornje Podonavje, je bilo odobreno in dodano na Unescov seznam biosfernih območij junija 2017. Slovenska nominacija je bila vložena v začetku istega leta, ko je bila v pripravi tudi avstrijska.
Ob Donavi je bilo v zadnjih 150 letih, od druge polovice 19. stoletja, uničenih 80 odstotkov naravnih mokrišč, biološko najproduktivnejših habitatov. Posledice so številne, med drugim zmanjšanje ribjih populacij, uničenje habitatov, v katerih živijo številne rastlinske in živalske vrste, poslabšanje kakovosti vode ter zmanjšanje površine mokrišč, ki delujejo kot naravni rezervoarji in bistveno blažijo vpliv poplavnih voda.

## Danevropske Amazonke
Svetovni sklad za naravo v sodelovanju z Euronatur in številnimi drugimi že od leta 2013 vsak 14. julij obeležuje dan »evropske Amazonke« z nizom dogodkov, organiziranih ob Muri, Dravi in Donavi. Datum je bil izbran v spomin na dr. Martina Schneider-Jacobija, prezgodnjega utemeljitelja ideje o pentalateralnem čezmejnem biosfernem območju, ki se je rodil na ta dan.

## Kolesarska pot po evropski Amazonki
Kolesarska pot po evropski Amazonki je prvi projekt, ki povezuje pet držav in ustvarja model trajnostnega gospodarskega razvoja te regije ob varovanju njene naravne in kulturne dediščine. Projekt povezuje 15 projektnih partnerjev in 10 pridruženih partnerjev s ciljem ustvariti model trajnostne mobilnosti v čezmejnem biosfernem območju Mura-Drava-Donava, ki zajema pet držav. Poleg razvoja turistične ponudbe bo projekt okrepil sodelovanje med posameznimi zavarovanimi območji znotraj načrtovanega čezmejnega biosfernega območja in prispeval k njegovi splošni uspešnosti. Projekt »Kolesarska pot evropske Amazonke« je tudi platforma za trajnostni razvoj območij znotraj zavarovanih območij, s čimer bo regija Mura-Drava-Donava postala naravna počitniška destinacija.
Projekt »Kolesarska pot evropske Amazonke« pokriva območje s približno milijonom prebivalcev in predstavlja edinstveno turistično ponudbo za ta območja. Obstoječe kolesarske poti so/bodo na podlagi naravoslovnega vodnika za obiskovalce povezale in infrastrukturno opremile (počivališča, informacijske table, oznake, postajališča) in tako ustvarile več kot 1400 km skupnih kolesarskih poti na obeh straneh Mure, Drave in Donave. Projekt je bil odobren v okviru Podonavskega transnacionalnega programa.
Projekt vključuje tudi Mednarodni kolesarski festival Evropska Amazonka, ki poteka od avgusta do oktobra na območju bodočega 5-državnega Unescovega biosfernega območja Mura-Drava-Donava, preko enajstih kolesarskih dogodkov v Avstriji, Sloveniji, Madžarski, Hrvaški in Srbiji.